# 肛門腺

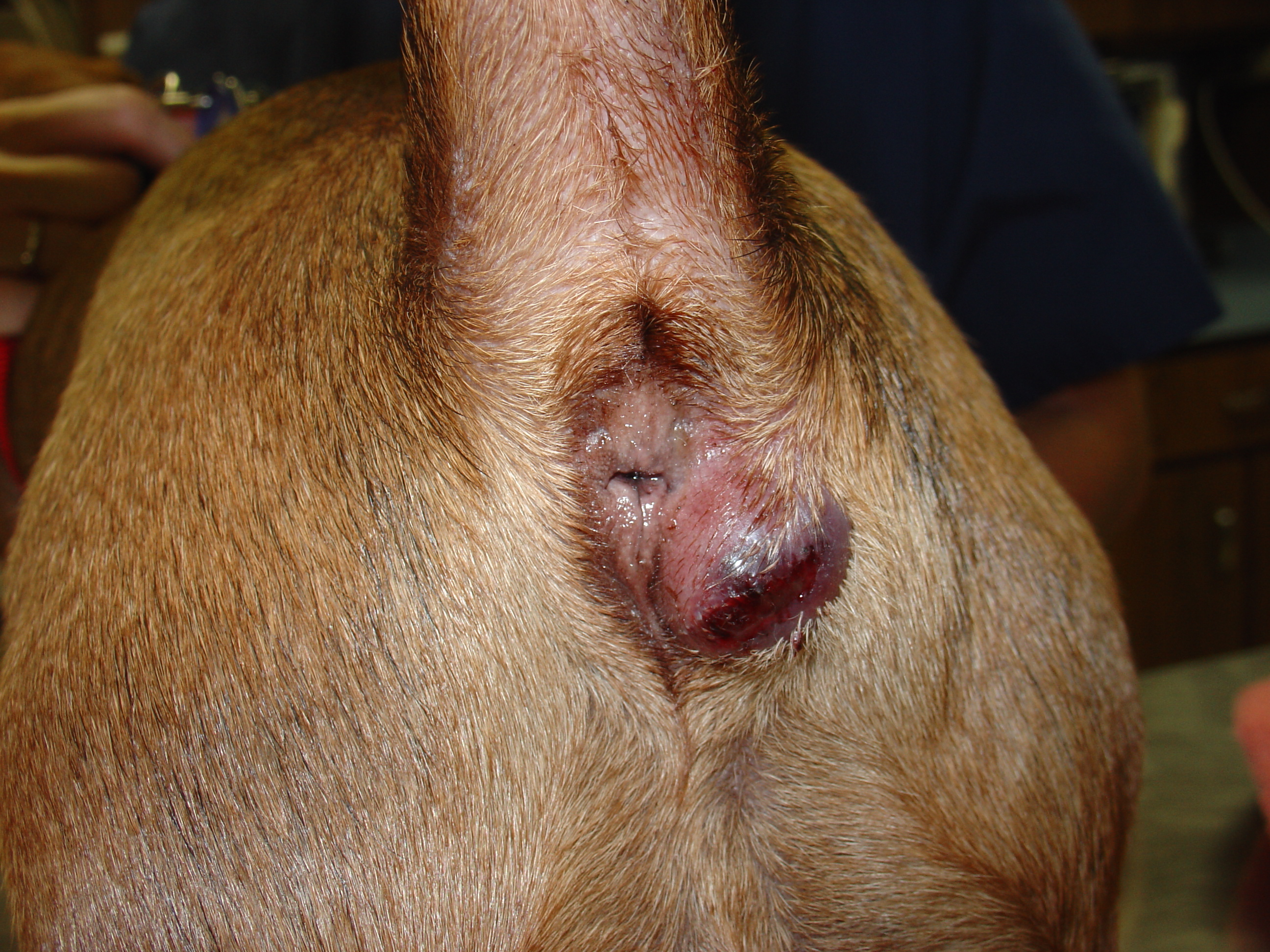
肛門腺膿瘍

肛門腺(英: anal gland)とは肛門管の粘膜組織に存在し、肛門腺液を分泌する管状胞状腺。クマを除くネコ目、ブタ、ラッコなどで認められる。イヌでは脂質を、ブタでは粘液を主に分泌する。糞をする際に肛門腺が圧迫され肛門腺液が糞とともに排出される。イヌやネコは肛門腺液の臭いで自分以外の個体を識別したり縄張りのマーキングをする。イタチやスカンクは悪臭を帯びた分泌液を噴出できるように肛門腺を発達させており外敵から身を守る手段としている。